# کوین هکتور
کوین هکتور (به انگلیسی: Kevin Hector) بازیکن فوتبال زادهٔ ۲ نوامبر ۱۹۴۴ اهل کشور انگلستان که سابقهٔ بازی در تیم ملی فوتبال انگلستان را در کارنامهٔ خود دارد. وی در تاریخ ۱۷ اکتبر ۱۹۷۳ نخستین بازی ملی خود را در مقابل تیم ملی فوتبال لهستان انجام داد و با حضور در ۲ بازی ملی، در تاریخ ۱۴ نوامبر ۱۹۷۳ واپسین بازی ملی‌اش را در برابر تیم ملی فوتبال ایتالیا برگزار کرد.